# 하비 피어스타인
하비 파이어스틴(Harvey Fierstein, 1954년 6월 6일 ~ )은 미국의 배우이자 극작가이다.

## 출연 작품
- 애니멀 크래커 - 에스머렐다 역 (목소리)
- 브로드웨이 4D